# Elaberet
Elaberet o Eleberet è una località dell'Eritrea, sotto-zona della regione dell'Anseba. Si trova lungo il corso di questo fiume, sulla strada che unisce Asmara a Cheren. È nota per essere al centro di un'importante zona agricola specializzata in coltivazione irrigue di primizie, agrumi e piante da frutto.

## Storia
La colonizzazione iniziò nel 1908, ai tempi della Colonia eritrea, L'Azienda Agricola di Elaberet, a metà strada tra Asmara e Cheren (Eritrea), è stata fondata all'inizio del '900 da Pietro Casciani e Maria Casciani. Dopo la morte di Pietro Casciani, la gestione è passata ai figli, Filippo e Felice. Negli anni '60 i fratelli Casciani cedettero una quota societaria a Guido De Nadai che, qualche anno dopo, ne divenne titolare esclusivo. 
Nel 1975 il governo rivoluzionario etiopico Derg nazionalizzò l'attività dando vita ad una azienda agricola statale. Con l'indipendenza dell'Eritrea, il nuovo Governo ha tentato la privatizzazione di questa impresa, fino ad ora senza esito.

## Dintorni
Nei dintorni di Elabret si trova il celebre santuario di Debra Sina (Monte Sinai in tigrino) dove si venera la Vergine Maria e che è meta ogni anno di molte migliaia di pellegrini provenienti da tutta l'Eritrea.